# NGC 2525
NGC 2525 é uma galáxia espiral barrada (SBc/P) localizada na direcção da constelação de Puppis. Possui uma declinação de -11° 25' 39" e uma ascensão recta de 8 horas, 05 minutos e 38,0 segundos.
A galáxia NGC 2525 foi descoberta em 23 de Fevereiro de 1791 por William Herschel.